# Università delle arti di Tokyo
L'Università delle arti di Tokyo (東京芸術大学?, Tōkyō Geijutsu Daigaku), conosciuta semplicemente come Tokyogeidai (東京芸大?, Tōkyō-Geidai), è l'unica università nazionale di educazione artistica e musicale del Paese.